# Hydrostatisch evenwicht
Hydrostatisch evenwicht drukt een evenwicht uit tussen het verloop van de druk in een fluïdum (vloeistof of gas) enerzijds en de gravitatie anderzijds. Dit evenwicht wordt onder andere gebruikt in wiskundige modellen van hemellichamen zoals sterren en planeten. Een ster bestaat immers uit gas, dat wordt samengedrukt door de zwaartekracht. In de oceanografie en de atmosfeerdynamica wordt vaak aangenomen dat de vloeistof of het gas in hydrostatisch evenwicht is. 

## Afleiding

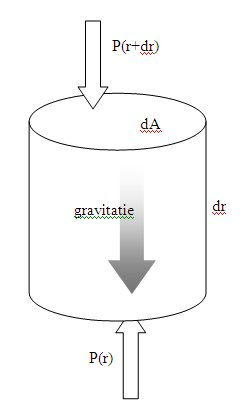
Cilindertje onderhevig aan hydrostatisch evenwicht

Beschouw een infinitesimaal cilindertje met als oppervlakte van het grondvlak dA, en hoogte dr. Het grondvlak bevindt zich op afstand r van het stercentrum, het bovenvlak bijgevolg op afstand r + dr. Gezien de infinitesimaal kleine afmeting van het cilindertje kan zijn dichtheid als constant beschouwd worden, {\displaystyle \rho (r)}. 
De verticale krachten die op dit cilindertje inwerken zijn :
- een opwaartse drukkracht op het grondvlak, met grootte

{\displaystyle P(r)\,dA}
- een neerwaartse drukkracht op het bovenvlak met grootte

{\displaystyle P(r+dr)\,dA}
- zwaartekracht. Deze is eveneens neerwaarts en heeft als grootte

{\displaystyle G{\frac {M_{r}\,m_{c}}{r^{2}}}}
waar G de universele gravitatieconstante is, {\displaystyle M_{r}} de massa van de ster binnen een afstand r van het stercentrum, {\displaystyle m_{c}} de massa van de cilinder, en r de afstand van de cilinder tot het stercentrum.
De massa van de cilinder is op zijn beurt gelijk aan zijn dichtheid vermenigvuldigd met zijn volume :
{\displaystyle m_{c}=\rho (r)\,dA\,dr}
Hydrostatisch evenwicht betekent dat men eist dat de totale kracht op de cilinder nul is. Rekening houdend met de richtingen waarin de drie krachten werken:
{\displaystyle P(r)\,dA=-P(r+dr)\,dA-G{\frac {M_{r}\,\rho (r)\,dA\,dr}{r^{2}}}}
De druk P(r+dr) kan worden benaderd door een eerste orde Taylor-benadering:
{\displaystyle P(r+dr)=P(r)+{\frac {dP}{dr}}\,dr\,}
Substitutie van deze uitdrukking laat vervolgens toe links en rechts de bijdrage P(r) weg te laten (op het eerste gezicht lijkt er links van de vergelijking 2P(r)dA tevoorschijn te komen, maar dA is boven op de cilinder positief georiënteerd en onder op de cilinder negatief hetgeen tot uiting komt in een min-teken voor dA onder op de cilinder) en vervolgens de factoren dA en dr weg te delen. Het resultaat is dan:
{\displaystyle {\frac {dP}{dr}}=-G\,{\frac {M_{r}\,\rho (r)}{r^{2}}}}
Dit is de formule voor hydrostatisch evenwicht, die in stermodellen als een van de differentiaalvergelijkingen wordt opgenomen. In het algemeen wordt deze wet gebruikt in wiskundige modellen van atmosferen van sterren en planeten.

## Benadering voor atmosfeer of oceaan
Wanneer men een systeem op Aarde beschouwt, zoals de atmosfeer, neemt men aan dat r constant is en gelijk aan de straal van de Aarde. 
{\displaystyle {\frac {dP}{dz}}=-G{\frac {M_{A}\rho (z)}{R_{A}^{2}}}=-g\rho (z),}
waar {\displaystyle z} de hoogte is, {\displaystyle M_{A}} de massa van de aarde is en {\displaystyle R_{A}} de straal van de Aarde en {\displaystyle g} de valversnelling op Aarde.